# Клавирска пратња
Клавирска пратња је новела Нине Николаевне Берберове, чувене руске књижевнице. Настало је 1934, непуних годину дана по разводу од Владислава Ходасевича. Новела је у другој половини 1980-их доживела велики успех, да би се по њој снимио и филм у францујској продукцији од стране редитеља Клод Милера.

## Заплет романа
Новела описује живот Соњечке, младе и талентоване пијанисткиње, не баш тако лепог изгледа. Њена мајка била је Јекатарина Кетиш Василјевна Антоновска чувена „учитељица музике“ у Санкт Петербургу. Имала је 37 година када је затруднела са својим деветнаестогодишњи учеником. Вешто чувајући своју ћерку, десет година касније санктпетербуршко друштво открива њену тајну и одбацује је. Убрзо је изгубила све ученике и углед и била приморана да живи у сиромаштву.
Соњечка је следила кораке своје мајке, и убрзо постала вешт пијаниста. Упознавши рођаку њеног јединог пријатеља Митењека, Марију Николајевну Травину, постаје стална клавирска пратња познате певачице класичне музике. Убрзо напуштају Русију и одлазе у Париз.
У француској, Соњечкљ се суочава са Маријиним успехом и личним животом и помало посесиивно поушава да га уншти.